# Месторождение Гриба
Месторождение им. В. Гриба (Верхотинское месторождение) — алмазное месторождение на территории Мезенского района Архангельской области. Расположено в 130 км к северо-востоку от административного центра области, Архангельска, и в 30 км от другого алмазного месторождения — им. Ломоносова. Включает в себя только одну кимберлитовую трубку, названную тем же именем.
Месторождение названо в честь Владимира Павловича Гриба, бывшего главного геолога ОАО «Архангельское геологодобычное предприятие».

## История освоения
Кимберлитовая трубка месторождения была открыта в феврале 1996 года. Защита запасов произведена в 2005 году. Доразведка месторождения завершена в 2010 году. Подготовкой технического проекта разработки месторождения занимается ОАО «Архангельскгеолдобыча».
В марте 2009 года победителем тендера на разработку проектной документации горно-обогатительного комбината для месторождения Гриба стало ОАО «Гипроруда». Контракт был заключён 16 июля того же года. Названная стоимость работ составляет 240 млн рублей. Разработка документации была выполнена в 2010 году.
Добыча алмазов ведётся с ноября 2013 года. На январь 2014 года разведанные (категория C1) запасы алмазов в месторождении составляли 70,58 млн карат, предварительно оценённые — 14,60 млн карат.

### Борьба за месторождение
- канадская компания Archangel Diamond Corporation (ADC), владелец — южно-африканская корпорация De Beers;
- российская компания «Архангельскгеолдобыча» (акционерная форма собственности с 1995 года, владелец — ОАО «Лукойл»).

С 1993 года Архангельскгеолдобыча владела лицензией на право пользования Верхотинскими недрами. В 1994 году ею совместно с ADC была основана совместная компания «Алмазный берег» (доли соответственно 60 % и 40 %). По условиям соглашения российская сторона должна была передать лицензию на право пользования недрами месторождения совместной компании после того, как канадская сторона обеспечит достаточный объём инвестиций на доразведку и разработку месторождения.
В 1998 году инвестиции со стороны ADC были заморожены, по словам канадской компании, из-за невыполнения обязательств российской стороной. По оценкам ADC, канадская сторона на тот момент вложила в проект около $30 млн. В свою очередь российская сторона оценила собственные инвестиции в проект в размере $25 млн, а канадские — всего в $7 млн.
С 2001 года компания ADC подавала исковые требования на возмещение убытков в размере $4,8 млрд, в том числе: $1,2 млрд фактических убытков и $3,6 млрд — штрафных санкций. Дело рассматривалось несколькими судами: судом Архангельской области, судом Денвера, апелляционным и Верховным судами Колорадо, Федеральным судом США и Стокгольмским арбитражем. Однако во всех случаях в удовлетворении претензий канадской стороны было отказано.
В апреле 2008 года между сторонами был заключён контракт стоимостью $225 млн на приобретение 49,99 % акций компании Архангельскгеолдобыча. Однако сделка была расторгнута ADC в одностороннем порядке в связи с наступившим финансовым кризисом и изменениями в законодательстве России. Одна из причин — требование российских властей на переработку добываемого сырья только на территории страны.

### Общественные слушания
26 января 2011 года состоялись общественные слушания по проекту освоения недр. Первые слушания проводились в деревне Сояна Мезенского района. Несмотря на то, что деревня находится более чем в 100 км от месторождения, она стоит на берегу одноимённой реки Сояна, берущей своё начало около рудника. Компания пообещала в 2015 году перечислить в бюджет деревни 14 млн рублей (при том, что годовой бюджет деревни на тот момент составлял 2,5 млн рублей, включая районные субсидии), а также 67 и 520 млн рублей в бюджеты района и области соответственно. Помимо этого шла речь о постройке в Мезени школы на 440 учеников (за 200 млн рублей) и создании 150 рабочих мест на руднике. 19 сентября 2011 года была организована поездка общественности Мезенского района на месторождение.

## Месторождение
Приблизительные запасы полезных ископаемых месторождения составляют 100 млн карат. Из них 58,4 млн карат предполагается добывать в течение 16 лет открытым способом (разработка карьером) на глубину до 460 метров, а остальные — подземным. Диаметр кимберлитовой трубки составляет 1,6 км.

## Статистика
|                   | 2014 | 2015 | 2016 | 2017 | 2018 | 2019 | 2020 | 2021 |
| ----------------- | ---- | ---- | ---- | ---- | ---- | ---- | ---- | ---- |
| Алмазы, млн карат | 1,38 | ▲2,9 | ▲3,8 | —    | ▲4,8 | ▲5,0 | ▼3,8 | ▲4,9 |

## Лицензии
- АРХ13267КР: 22 августа 2005 года — 29 декабря 2018 года, ОАО «Архангельскгеолдобыча», на право пользования недрами для геологического изучения, разведки и разработки месторождений[17].

## Топографические карты
Лист карты Q-37-XXIII,XXIV. Масштаб: 1 : 200 000. Состояние местности на 1978-1982 год. Издание 1989 г.